# Луценко Валентин Трохимович
Валентин Трохимович Луценко (нар. 28 листопада 1950) — радянський футболіст, який грав на позиції захисника. Відомий за виступами у низці українських клубів другої ліги. Після закінчення кар'єри гравця — український футбольний тренер, відомий за роботою в юнацьких збірних України різних вікових груп.

## Клубна кар'єра
Валентин Луценко розпочав займатися футболом у групі підготовки київського «Динамо», і в 1968—1969 роках грав за дублюючий склад київського клубу, проте в основний склад команди не пробився. У 1970—1971 роках Луценко проходив строкову службу в Радянській Армії у складі команди другої ліги СКА (Львів). У 1972 році, у зв'язку із переведенням армійської команди майстрів до Луцька футболіст грав у СК «Луцьк». У 1973 році Валентин Луценко виступав за команду другої ліги «Шахтар» із Кадіївки. Наступного року футболіст грав у іншому друголіговому клубі — вінницькому «Локомотиві». Протягом наступних двох років Луценко виступав за аматорські команди, зокрема київський «Схід». Протягом 1977—1978 років Валентин Луценко грав у клубі другої ліги «Авангард» із Ровно. Після цього футболіст був гравцем аматорських клубів «Енергія» (Нова Каховка) і «Схід», після чого завершив виступи на футбольних полях.

## Тренерська кар'єра
Після завершення кар'єри гравця Валентин Луценко розпочав тренерську кар'єру. У 1995 році Луценко став головним тренером юнацької збірної України віком до 16 років. Після виграшу відбіркового етапу команда вийшла до фіналу чемпіонату Європи 1996 року, проте в груповому турнірі українська збірна посіла лише третє місце та не пробилась у наступну стадію турніру. Надалі кілька років Валентин Луценко працював у Федерації футболу України провідним спеціалістом із юнацьких збірних. Також тренер співпрацював із селекційною службою донецького «Шахтаря», якому першим відкрив майстерність Дарійо Срни. У 2000 році Луценко знову очолив юнацьку збірну віком до 16 років, проте команда не зуміла пройти відбірковий етап до чемпіонату Європи. Далі Валентин Луценко у 2001 році очолював збірну України віком до 18 років, і під його керівництвом збірна посіла третє місце на груповому етапі чемпіонату Європи. У 2002 році Луценко знову очолив збірну України серед юнаків віком до 16 років, проте команда невдало зіграла у відбірковому етапі, зайнявши останнє місце в кваліфікаційній групі, що й стало причиною звільнення тренера. Проте саме з цієї команди тренер зумів рекомендувати донецькому «Шахтарю» одного з майбутніх лідерів оборони клубу та гравця збірної України Дмитра Чигринського. Після звільнення зі збірної в 2002 році Валентин Луценко тривалий час був без роботи.

## Особисте життя
Валентин Луценко одружений, його син Євген Луценко також є футболістом, який виступав за низку професійних українських та закордонних клубів, а також у складі національної збірної України.